# Kemp (Texas)
Kemp is een plaats (town) in de Amerikaanse staat Texas, en valt bestuurlijk gezien onder Kaufman County.

## Demografie
Bij de volkstelling in 2000 werd het aantal inwoners vastgesteld op 1133.
In 2006 is het aantal inwoners door het United States Census Bureau geschat op 1289, een stijging van 156 (13.8%).

## Geografie
Volgens het United States Census Bureau beslaat de plaats een oppervlakte van
4,7 km², waarvan 4,6 km² land en 0,1 km² water. Kemp ligt op ongeveer 116 m boven zeeniveau.

## Geboren
- Marijohn Wilkin (1920-2006), songwriter en zangeres

## Plaatsen in de nabije omgeving
De onderstaande figuur toont nabijgelegen plaatsen in een straal van 16 km rond Kemp.